# Australoberis amoena
Australoberis amoena är en tvåvingeart som beskrevs av Lindner 1958. Australoberis amoena ingår i släktet Australoberis och familjen vapenflugor. Inga underarter finns listade i Catalogue of Life.